# Konserwatorium Muzyczne w Wilnie
Konserwatorium Muzyczne w Wilnie (niekiedy nazywane także: Wileńskie Konserwatorium Muzyczne) – szkoła muzyczna w Wilnie. Istniały dwa takie byty.   

## Konserwatorium Muzyczne
Działało pod adresem ul. Końska 1 w latach 1923-1935. Było powiązane z organizacją Lutnia Wileńska.
Uczyli tu m.in.: 
- C. Krewer – fortepian[2]
- I. Siekierka (do 1924)[2]
- H. Sołomonow[2]
- Aleksander Wajnbaum (do 1932)[2]
- Aleksander Kontorowicz (od 1930) – skrzypce[2][4]
- Mozes Zamsztejgman – kontrabas[2][5]
- I. Brajtman – obój (do 1927 i od 1932)[2].

W latach 20. miało od stu kilkudziesięciu do blisko trzystu studentów (słuchaczy).

## Konserwatorium Muzyczne im. Karłowicza
Działało pod adresem ul. Wielka 8 w latach 1935-1940. Było powiązane z Radą Wileńskich Związków Artystycznych.
Uczyli tu m.in.:
- C. Krewer – fortepian[7]
- H. Sołomonow – skrzypce[7]
- Czesław Lewicki - balet[9][10]